# Haidarábád
Nem tévesztendő össze ezzel: Hiderábád (város Pakisztánban, az indiai határ közelében)
Haidarábád (telugu హైదరాబాదు, angolul Hyderabad) nagyváros Indiában, Telangána szövetségi állam székhelye. Lakosainak száma 2011-ben 6,8 millió fő volt, az agglomerációval együtt: 7,75 millió. Ezzel India 4. legnépesebb városa és 6. legnépesebb agglomerációja.

## Népesség
Népességének változása:
| Lakosok száma | 2 500 000 | 5 534 000 | 6 731 790 | 9 400 000 | 9 305 000 |
|               | 1981      | 2001      | 2011      | 2014      | 2016      |

## Története
A Qutb Shahi dinasztia, pontosabban Mohammed Quli Qutb Shah (1580–1612) alapította 1591-ben. Uralkodása alatt a város Dél-Indiában az iszlám művészet, irodalom és tudományok központjává vált. Olyan nevezetes, ma is álló épületeket emelt, mint a Csárminár, ami egy boltíves épület és négy főutca kereszteződésében áll. Utóda, Mohammed Qutb Shah (1612–1626) kezdte meg a Mecca Masjid mecset építését, ami 10 000 ember befogadására alkalmas. Haidarábád 1687-ben elvesztette a függetlenségét, amikor a Mogul Birodalom (1526–1857) kiterjesztette a hatalmát a Dekkán-fennsík felé. Aurangzeb mogul császár (lásd: Mogul uralkodók listája) 1707-es halála utáni zűrzavarban Asaf Jah, nizam-ul-mulk (1734–1748), a térség mogul alkirálya kikiáltotta a független Haidarábád államot. A 18. század vége felé az állam a Brit Kelet-indiai Társaság védett szövetségese lett.
Haidarábád nizámjai igyekeztek a várost az iszlám tanulmányok központjává tenni. A Dairatul-Maarif-it Osmania 1888-ban jött létre azzal a céllal, hogy ritka arab kéziratokat urdu nyelvre fordítsanak.
Manapság a Salar Jung Museum tárolja a nizámok által összegyűjtött perzsa, arab és urdu nyelvű kéziratokat.
1918-ban Mir Usman nizám megalapította az Osmania egyetemet. Ez volt az első olyan egyeteme Indiának, ahol India valamely nyelvén (nevezetesen urdu nyelven) folyt az oktatás. 1926-ban létrejött a nők számára szolgáló egyetemi kollégium.
Miután 1947-ben India függetlenné vált a britek uralma alól, az egyes államok irányítói tanácskozásokat tartottak az újonnan megalakult államhoz való csatlakozásról. 1948 szeptemberében, az indiai hadsereg inváziója után a Nizám kénytelen volt belemenni, hogy Haidarábád állam India része legyen.
1956-ban az indiai államokat nyelvi csoportok szerint újraszervezték, ekkor Haidarábád város az újonnan megalakult Ándhra Prades állam fővárosa lett, majd 2014-ben, amikor létrehozták Telangána államot, egy rövid ideig mind Ándhra Prades, mind Telangána fővárosaként is szolgált. 2015-ben Ándhra Prades új fővárost kapott (Amarávati), így azóta Haidarábád már csak Telangána fővárosa.
2020 októberében hatalmas árvíz pusztított a városban, legalább 50 ember halálát okozva.

## Földrajza
A Dekkán-fennsíkon fekszik, a Muszi folyó partján. Területe 650 km², ezzel az egyik legnagyobb területű metropolisz Indiában.
A városban számos tó található (ezek helyi neve: szágár, jelentése: tenger), ezek között több mesterséges tó is van, például a Hussain Sagar, amit 1562-ben hoztak létre, továbbá az Osman Sagar és Himayat Sagar. 1996-ban a városban 140 tó volt és 834 víztározó.

### Éghajlat
Éghajlata trópusi szavannai. Decemberben és januárban időjárása kellemes, a nappali hőmérséklet 20-25 °C közötti. Június és szeptember között monszunidőszak van. Az éves csapadékmennyiség 830 mm körül alakul, az évi napsütéses órák száma 2700 körüli.
| Hónap                                   | Jan. | Feb. | Már. | Ápr. | Máj. | Jún. | Júl. | Aug. | Szep. | Okt. | Nov. | Dec. | Év   |
| --------------------------------------- | ---- | ---- | ---- | ---- | ---- | ---- | ---- | ---- | ----- | ---- | ---- | ---- | ---- |
| Átlagos max. hőmérséklet (°C)           | 28,8 | 32,0 | 35,4 | 38,0 | 39,0 | 34,5 | 30,8 | 29,8 | 30,5  | 30,6 | 29,0 | 28,0 | 32,2 |
| Átlagos min. hőmérséklet (°C)           | 15,0 | 17,6 | 20,8 | 24,3 | 26,2 | 24,0 | 22,6 | 22,0 | 22,0  | 20,3 | 17,0 | 14,5 | 20,5 |
| Átl. csapadékmennyiség (mm)             | 13   | 8    | 15   | 20   | 36   | 104  | 170  | 179  | 158   | 97   | 22   | 6    | 828  |
| Forrás: India Meteorological Department |      |      |      |      |      |      |      |      |       |      |      |      |      |

## Gazdasága
Haidarábád manapság modern nagyváros, számos iparággal, közülük nevezetes a filmipar, a számítógép-ipar és az információtechnológia.
A város egyik különlegessége a gyöngyök árusítása.

## Közlekedés
A városban három vasútállomás (Secunderabad, Hyderabad - más néven Nampally - és Kacheguda) és egy buszpályaudvar (Mahatma Gandhi buszpályaudvar, ismertebb nevén Imlibun) található. A várostól 20 km-re délnyugatra található Rajiv Gandhi nemzetközi repülőtér összeköttetésben áll a nagyobb indiai városokkal.
A városon belül buszokkal, taxival vagy motoros riksával lehet közlekedni.

## Kultúra

### Ünnepek
- január - Szankranti - az aratás végét jelző ünnep. Sárkányeregetés, a teheneket csengővel látják el, szarvukat színesre festik.
- január, február - ipari vásár - a kereskedők egész Indiából bemutatják áruikat; színes ünnep.
- február - Dekkán ünnep - a dekkán kultúra bemutatása, urdu nyelvű költemények felolvasása, szufi vallásos táncok, egyéb helyi zenés, táncos megmozdulások.
- február, március - Maha Sivarátri - Siva isten ünnepe, éjszakai éneklés, imádkozás, zarándokok.
- február, március - Muharram - emlékezés Mohamed próféta unokájának mártíromságára. A siiták a gyász jeleként fekete viseletbe öltöznek. A Mecca Masjid mecsetnél nagy tömegek gyűlnek össze.
- március - Ugadi - telugu újév. Az ajtókat mangólevelekkel díszítik.
- június, július - Mahánkáli Dzsatra - Káli istennő ünnepe.
- június, július - Mrigaszira vagy Mrugam - a monszun kezdetét jelzi. 150 éves szokás, hogy több ezer asztmásnak olyan élő halat kell lenyelnie, amiket korábban gyógynövényekkel tápláltak.
- szeptember, október - Batukamma - a nővé válás ünnepe (főleg az állam északi részén vannak régi hagyományai). A lányok és nők Batukamma (బతుకమ్మ) istennő tiszteletére díszes virágfüzéreket készítenek, amiket a folyókra helyeznek.
- szeptember, október - Brahmotszavam - Brahma isten ünnepe, amit a hagyomány szerint ő maga kezdett el. Kilencnapos ünnep.
- november - Pandit Motiram–Pandit Maniram Szangít Szamaroh - két nagy tiszteletű zenészről elnevezett négynapos ünnep, amin a hindusztáni zene játssza a főszerepet.
- december második pénteke - Lumbini fesztivál - háromnapos buddhista ünnep.
- december, január - Viszakha Utszav - klasszikus zenei és népzenei ünnep, gyakran vízparton tartják, tánccal egybekötve.

## Látnivalók
- A Csárminár boltív[10] és tőle nyugatra a Laad bazár
- A Salar Jung Museum: 35 000 kiállított tárgy
- A Csomahálla Palota
- A Heh The Nizam's Museum
- A Golkonda erőd
- A Kutb Sáhi királyok sírjai (kb. 1,5 km-re északnyugatra a Golkonda erőd Balahisar kapujától)
- A Mekka Maszdzsid (Mecca Masjid) mecset: 10 000 hívő befogadására alkalmas (nőknek tilos a belépés). A mecset 1614 és 1687 között épült. A kapu fölötti néhány tégla Mekka közeléből származó földből készült, innen ered a mecset neve.
- Buddha-szobor: 1990-ben lett kész, ötéves munka után. Magassága 17,5 méter, ezzel egyike a világon a legmagasabb Buddha-szobroknak. Súlya 350 tonna.

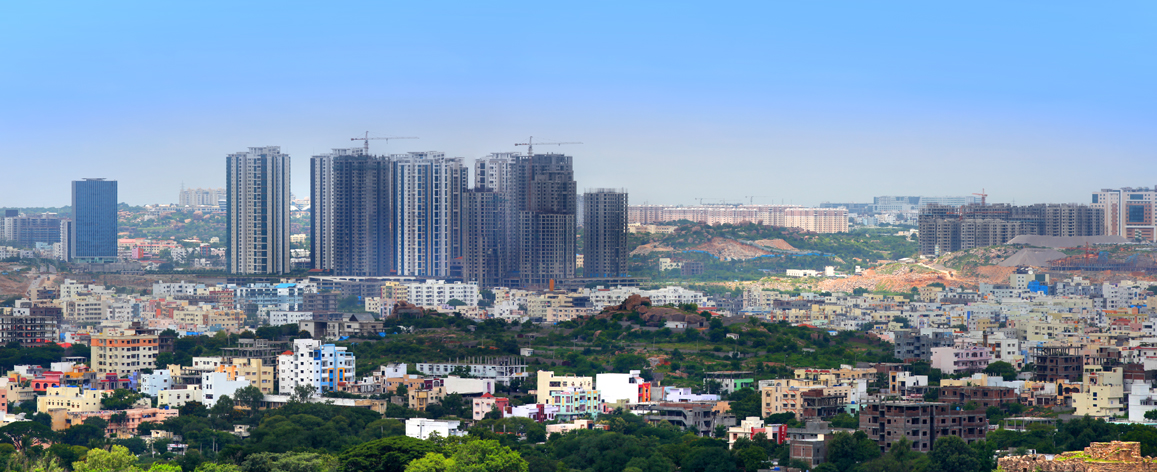
Városkép
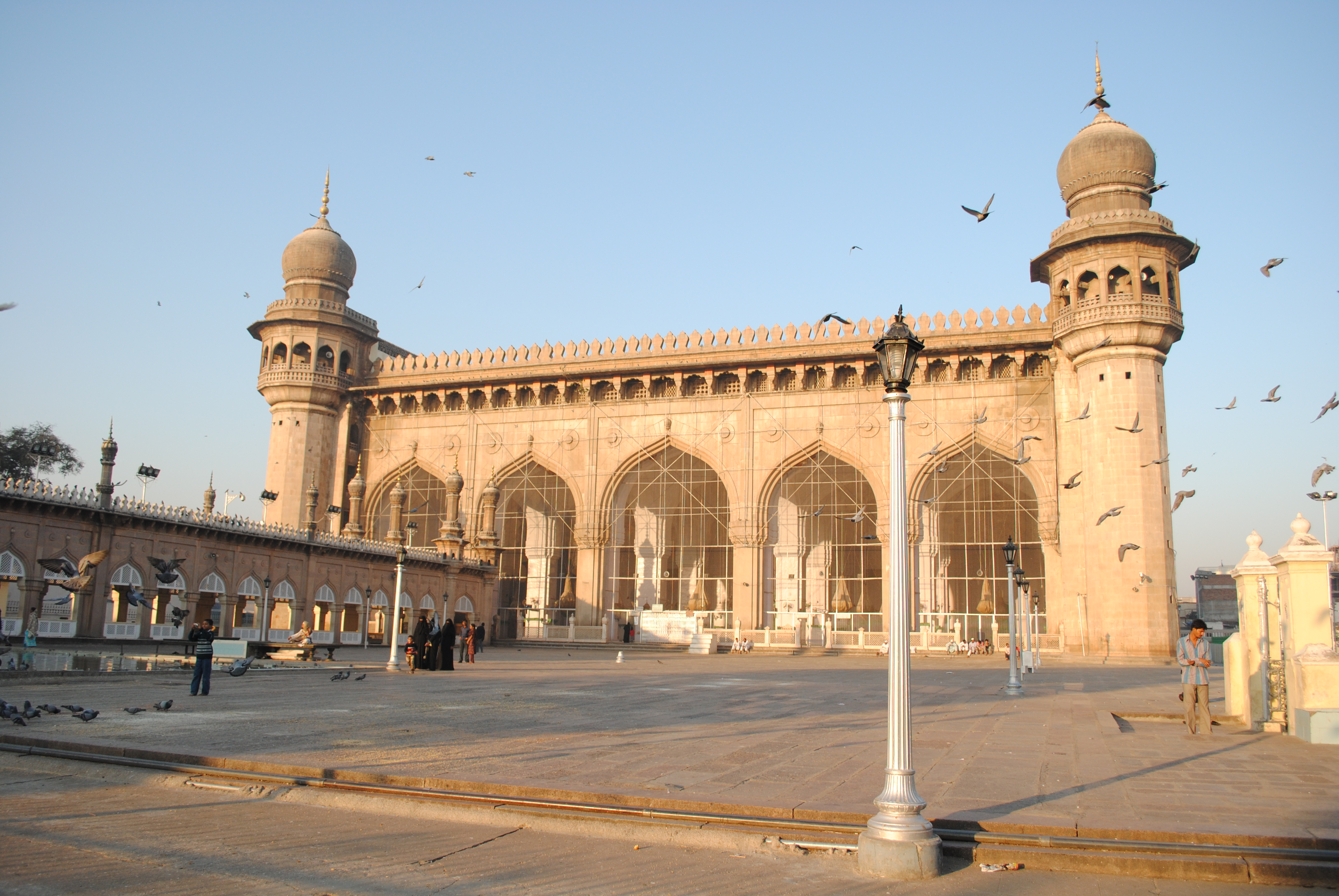
A Mekka Maszdzsid mecset
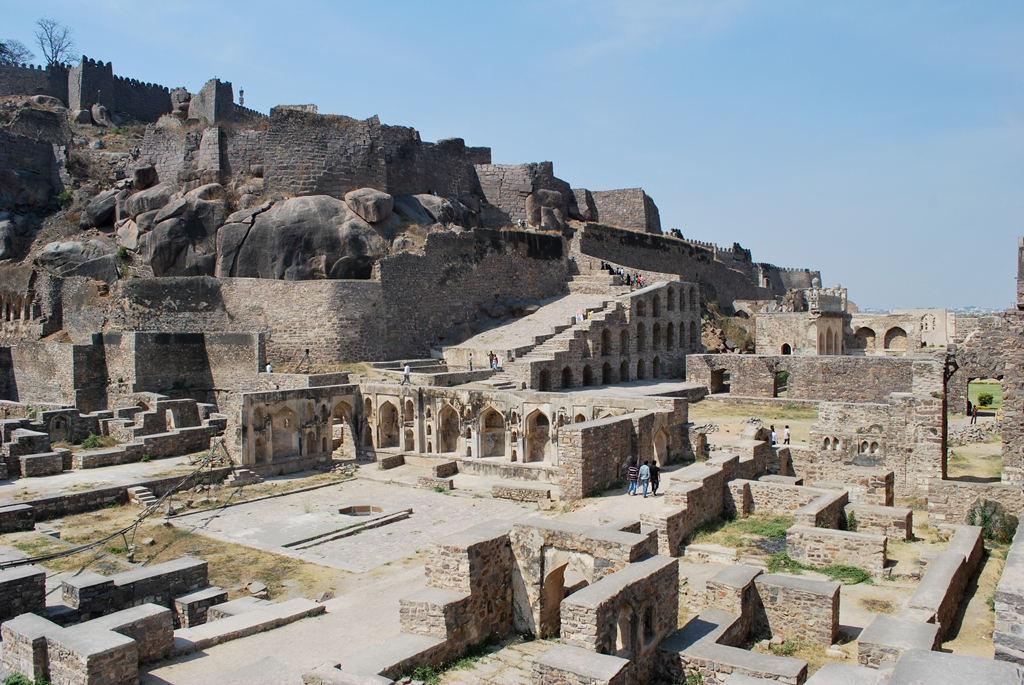
Romok a Gólkonda erődjében
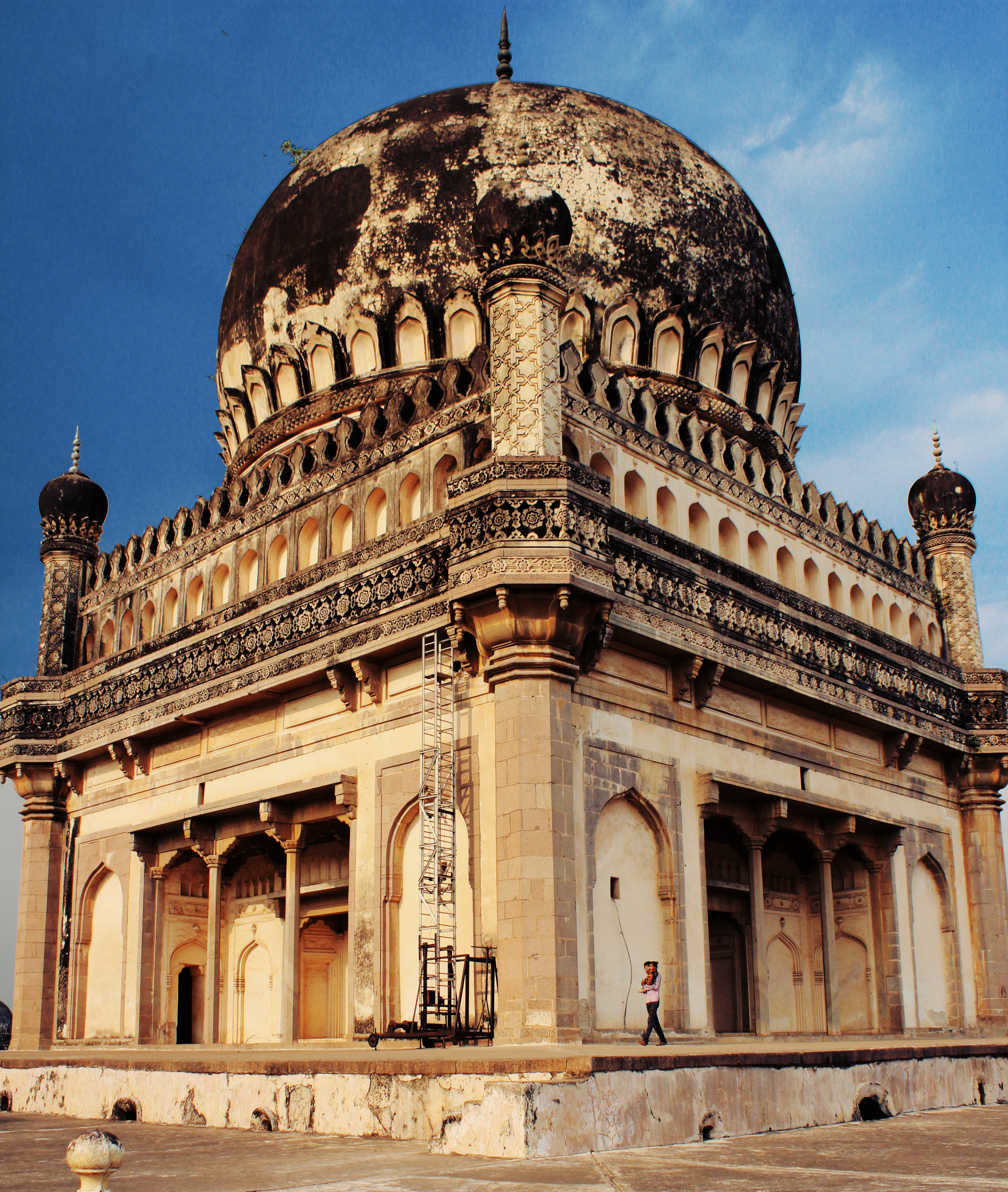
A Kutb Sáhi sírok egyike
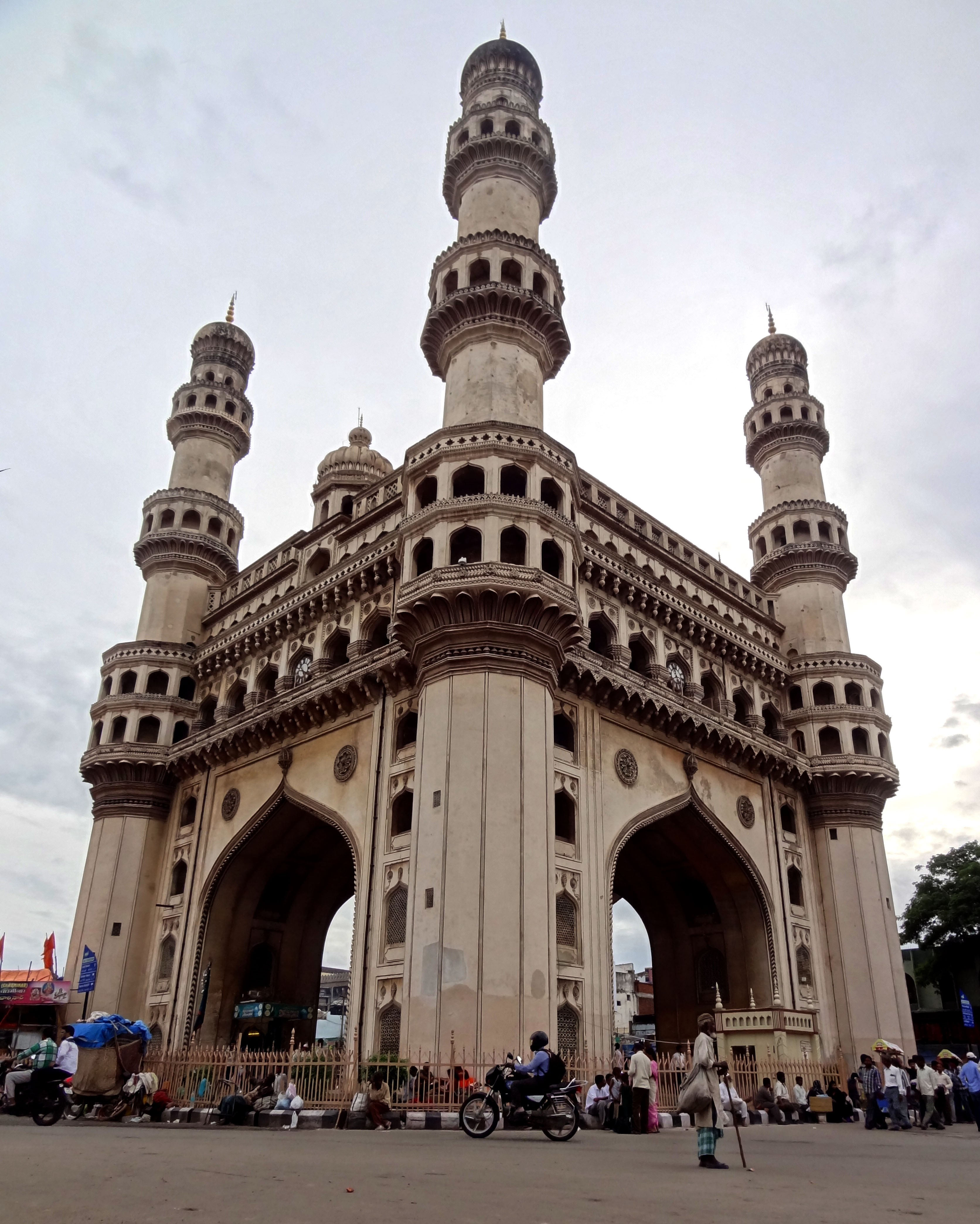
A Csárminár boltív

## Sport
A városban van a székhelye a Sunrisers Hyderabad nevű krikettklubnak, amely az IPL bajnokság szereplője. Korábban itt működött az egyszeres IPL-bajnok Deccan Chargers krikettcsapat is, de az 2012-ben megszűnt.